# Hippotion chloris
Hippotion chloris là một loài bướm đêm thuộc họ Sphingidae, chi Hippotion.